# Liste des commissaires européens par nationalité
Un commissaire européen est un membre de la Commission européenne. Chaque commissaire est titulaire d'un portefeuille spécifique au sein du collège. Les commissaires sont dirigés par le président de la Commission européenne. En termes simples, ils sont l'équivalent au niveau de l'Union européenne des ministres nationaux. Chaque État membre de l'Union européenne a un commissaire et un seul (avant 2004, les quatre plus grands États en avaient deux), qu'il nomme en consultation avec le président.
À la suite de l'adhésion de la Croatie à l'Union européenne, le 1er juillet 2013, les commissaires sont au nombre de 28. En raison du retrait du Royaume-Uni, les commissaires sont réduits au nombre de 27 en 2019.
On trouvera ci-dessous la liste de tous les commissaires européens passés et présents classés selon leur pays d'origine, y compris les présidents de la Communauté européenne du charbon et de l'acier et de la Communauté européenne de l'énergie atomique.

## États membres

### Allemagne
| Commissaire            | Portefeuille | Commission        | Parti politique national | Parti politique national | Parti politique européen | Parti politique européen |
| ---------------------- | --- | ----------------- | ------------------------ | ------------------------ | ------------------------ | ------------------------ |
| Walter Hallstein       | Président | Hallstein I et II |                          | CDU                      |                          | Conservateur             |
| Hans von der Groeben   | Concurrence | Hallstein I       |                          | CDU                      |                          | Conservateur             |
| Hans von der Groeben   | Concurrence | Hallstein II      |                          | CDU                      |                          | Conservateur             |
| Hans von der Groeben   | Marché intérieur et Politique régionale                                                                                       | Rey               |                          | CDU                      |                          | Conservateur             |
| Fritz Hellwig          | Recherche, Technologie, Énergie nucléaire et Information                                                                      | Rey               |                          | CDU                      |                          | Conservateur             |
| Wilhelm Haferkamp      | Énergie | Rey               |                          | SPD                      |                          | CPSCE                    |
| Wilhelm Haferkamp      | Marché intérieur et Énergie (Vice-président)                                                                                  | Malfatti          |                          | SPD                      |                          | CPSCE                    |
| Wilhelm Haferkamp      | Marché intérieur et Énergie (Vice-président)                                                                                  | Mansholt          |                          | SPD                      |                          | CPSCE                    |
| Wilhelm Haferkamp      | Affaires économiques et financières, Crédit et Investissements (Vice-président)                                               | Ortoli            |                          | SPD                      |                          | CPSCE                    |
| Wilhelm Haferkamp      | Relations extérieures (Vice-président)                                                                                        | Jenkins           |                          | SPD                      |                          | CPSCE                    |
| Wilhelm Haferkamp      | Relations extérieures (Vice-président)                                                                                        | Thorn             |                          | SPD                      |                          | CPSCE                    |
| Ralf Dahrendorf        | Relations extérieures et Commerce extérieur                                                                                   | Malfatti          |                          | FDP                      |                          | ELDR                     |
| Ralf Dahrendorf        | Relations extérieures et Commerce extérieur                                                                                   | Mansholt          |                          | FDP                      |                          | ELDR                     |
| Ralf Dahrendorf        | Recherche, Science et Éducation                                                                                               | Ortoli            |                          | FDP                      |                          | ELDR                     |
| Guido Brunner          | Recherche, Science et Éducation                                                                                               | Ortoli            |                          | FDP                      |                          | ELDR                     |
| Guido Brunner          | Recherche, Science, Éducation et Énergie                                                                                      | Jenkins           |                          | FDP                      |                          | ELDR                     |
| Karl-Heinz Narjes (de) | Marché intérieur, Innovation industrielle, Union douanière, Environnement, Protection des consommateurs et Sécurité nucléaire | Thorn             |                          | CDU                      |                          | PPE                      |
| Karl-Heinz Narjes (de) | Affaires industrielles, Technologies de l'information, Recherche et Science (Vice-président)                                  | Delors I          |                          | CDU                      |                          | PPE                      |
| Alois Pfeiffer         | Affaires économiques, Emploi, Crédit, Investissements et Office statistique                                                   | Delors I          |                          | SPD                      |                          | CPSCE                    |
| Alois Pfeiffer         | Affaires économiques, Office statistique et Politique régionale                                                               | Delors I          |                          | SPD                      |                          | CPSCE                    |
| Peter Schmidhuber      | Affaires économiques et statistiques , Politique régionale et Office statistique                                              | Delors I          |                          | CSU                      |                          | PPE                      |
| Peter Schmidhuber      | Budget et Contrôle financier                                                                                                  | Delors II         |                          | CSU                      |                          | PPE                      |
| Peter Schmidhuber      | Budget et Contrôle financier, Antifraude, Fonds de cohésion                                                                   | Delors III        |                          | CSU                      |                          | PPE                      |
| Martin Bangemann       | Marché intérieur, Affaires industrielles et Relations avec le Parlement (Vice-président)                                      | Delors II         |                          | FDP                      |                          | ELDR                     |
| Martin Bangemann       | Affaires industrielles, Technologies de l'information et Télécommunications (Vice-président)                                  | Delors III        |                          | FDP                      |                          | ELDR                     |
| Martin Bangemann       | Affaires industrielles, Technologies, Information, Télécommunications                                                         | Santer            |                          | FDP                      |                          | ELDR                     |
| Martin Bangemann       | Affaires industrielles, Technologies, Information, Télécommunications                                                         | Marín             |                          | FDP                      |                          | ELDR                     |
| Monika Wulf-Mathies    | Politiques régionales, Relations avec le Comité des régions et du Fonds de cohésion                                           | Santer            |                          | SPD                      |                          | PSE                      |
| Monika Wulf-Mathies    | Politiques régionales, Relations avec le Comité des régions et du Fonds de cohésion                                           | Marín             |                          | SPD                      |                          | PSE                      |
| Michaele Schreyer      | Budget | Prodi             |                          | Les Verts                |                          | PVE                      |
| Günter Verheugen       | Élargissement | Prodi             |                          | SPD                      |                          | PSE                      |
| Günter Verheugen       | Entreprises et Industrie (Vice-président)                                                                                     | Barroso I         |                          | SPD                      |                          | PSE                      |
| Günther Oettinger      | Énergie (Vice-président) | Barroso II        |                          | CDU                      |                          | PPE                      |
| Günther Oettinger      | Économie et Société numérique                                                                                                 | Juncker           |                          | CDU                      |                          | PPE                      |
| Günther Oettinger      | Budget et Ressources humaines                                                                                                 | Juncker           |                          | CDU                      |                          | PPE                      |
| Ursula von der Leyen   | Présidente | von der Leyen I   |                          | CDU                      |                          | PPE                      |
| Ursula von der Leyen   | Présidente | von der Leyen II  |                          | CDU                      |                          | PPE                      |

### Autriche
| Commissaire            | Portefeuille                                                      | Commission       | Parti politique national | Parti politique national | Parti politique européen | Parti politique européen |
| ---------------------- | ----------------------------------------------------------------- | ---------------- | ------------------------ | ------------------------ | ------------------------ | ------------------------ |
| Franz Fischler         | Agriculture et Développement rural                                | Santer           |                          | ÖVP                      |                          | PPE                      |
| Franz Fischler         | Agriculture et Développement rural                                | Marín            |                          | ÖVP                      |                          | PPE                      |
| Franz Fischler         | Agriculture, Développement rural, Pêche                           | Prodi            |                          | ÖVP                      |                          | PPE                      |
| Benita Ferrero-Waldner | Relations extérieures et Politique européenne de voisinage        | Barroso I        |                          | ÖVP                      |                          | PPE                      |
| Johannes Hahn          | Politique régionale                                               | Barroso II       |                          | ÖVP                      |                          | PPE                      |
| Johannes Hahn          | Politique européenne de voisinage et Négociations d'élargissement | Juncker          |                          | ÖVP                      |                          | PPE                      |
| Johannes Hahn          | Budget et Administration                                          | von der Leyen I  |                          | ÖVP                      |                          | PPE                      |
| Magnus Brunner         | Intérieur et Migration                                            | von der Leyen II |                          | ÖVP                      |                          | PPE                      |

### Belgique
| Présidents de la CECA et de la CEEA | Présidents de la CECA et de la CEEA            | Présidents de la CECA et de la CEEA | Présidents de la CECA et de la CEEA |
| Président                           | Commission                                     | Dates                               | Parti                               |
| ----------------------------------- | ---------------------------------------------- | ----------------------------------- | ----------------------------------- |
| Paul Finet                          | Communauté européenne du charbon et de l'acier | 1958-1959                           | Inconnu                             |

| Commissaire      | Portefeuille                                                                                                   | Commission       | Parti politique national | Parti politique national | Parti politique européen | Parti politique européen |
| ---------------- | --- | ---------------- | ------------------------ | ------------------------ | ------------------------ | ------------------------ |
| Jean Rey         | Relations extérieures                                                                                          | Hallstein I      |                          | PRL                      |                          | Libéral                  |
| Jean Rey         | Relations extérieures                                                                                          | Hallstein II     |                          | PRL                      |                          | Libéral                  |
| Jean Rey         | Président | Rey              |                          | PRL                      |                          | Libéral                  |
| Albert Coppé     | Budgets, Crédits, Investissements, Presse et Information                                                       | Rey              |                          | CVP                      |                          | Démocrate chrétien       |
| Albert Coppé     | Affaires sociales, Transports, Personnel, Administration, Crédit, Investissement, Budget et Contrôle financier | Malfatti         |                          | CVP                      |                          | Démocrate chrétien       |
| Albert Coppé     | Affaires sociales, Transports, Personnel, Administration, Crédit, Investissement, Budget et Contrôle financier | Mansholt         |                          | CVP                      |                          | Démocrate chrétien       |
| Henri Simonet    | Institutions financières, Fiscalité et Énergie (Vice-président)                                                | Ortoli           |                          | PS                       |                          | CPSCE                    |
| Étienne Davignon | Marché intérieur, Affaires industrielles et Union douanière                                                    | Jenkins          |                          | PSC                      |                          | PPE                      |
| Étienne Davignon | Affaires industrielles, Énergie, Recherche et Science (Vice-président)                                         | Thorn            |                          | PSC                      |                          | PPE                      |
| Willy De Clercq  | Relations extérieures et Politique commerciale                                                                 | Delors I         |                          | PVV                      |                          | ELDR                     |
| Karel Van Miert  | Transports, Crédit, Investissements, Protection des consommateurs                                              | Delors II        |                          | SP                       |                          | PSE                      |
| Karel Van Miert  | Concurrence, Personnel, Administration, Traduction et Informatique (Vice-président)                            | Delors III       |                          | SP                       |                          | PSE                      |
| Karel Van Miert  | Concurrence | Santer           |                          | SP                       |                          | PSE                      |
| Karel Van Miert  | Concurrence | Marín            |                          | SP                       |                          | PSE                      |
| Philippe Busquin | Recherche | Prodi            |                          | PS                       |                          | PSE                      |
| Louis Michel     | Recherche | Prodi            |                          | MR                       |                          | ELDR                     |
| Louis Michel     | Développement et Aide humanitaire                                                                              | Barroso I        |                          | MR                       |                          | ELDR                     |
| Karel De Gucht   | Développement et Aide humanitaire                                                                              | Barroso I        |                          | Open VLD                 |                          | ALDE                     |
| Karel De Gucht   | Commerce | Barroso II       |                          | Open VLD                 |                          | ALDE                     |
| Marianne Thyssen | Emploi, Affaires sociales, Compétences et Mobilité des travailleurs                                            | Juncker          |                          | CD&V                     |                          | PPE                      |
| Didier Reynders  | Justice | von der Leyen I  |                          | MR                       |                          | ALDE                     |
| Hadja Lahbib     | État de préparation et de la gestion de crise                                                                  | von der Leyen II |                          | MR                       |                          | ALDE                     |

### Bulgarie
| Commissaire            | Portefeuille                                                        | Commission       | Parti politique national | Parti politique national | Parti politique européen | Parti politique européen |
| ---------------------- | ------------------------------------------------------------------- | ---------------- | ------------------------ | ------------------------ | ------------------------ | ------------------------ |
| Meglena Kouneva        | Protection des consommateurs                                        | Barroso I        |                          | NDSV                     |                          | ELDR                     |
| Kristalina Gueorguieva | Coopération internationale, Aide humanitaire et Réaction aux crises | Barroso II       |                          | GERB                     |                          | PPE                      |
| Kristalina Gueorguieva | Budget et Ressources humaines                                       | Juncker          |                          | GERB                     |                          | PPE                      |
| Mariya Gabriel,        | Économie et Société numériques                                      | Juncker          |                          | GERB                     |                          | PPE                      |
| Mariya Gabriel,        | Innovation, Recherche, Culture, Éducation et Jeunesse,              | von der Leyen I  |                          | GERB                     |                          | PPE                      |
| Iliana Ivanova,        | Innovation, Recherche, Culture, Éducation et Jeunesse               | von der Leyen I  |                          | GERB                     |                          | PPE                      |
| Ekaterina Zakharieva   | Recherche et Innovation                                             | von der Leyen II |                          | GERB                     |                          | PPE                      |

### Chypre
| Commissaire          | Portefeuille                                   | Commission       | Parti politique national | Parti politique national | Parti politique européen | Parti politique européen |
| -------------------- | ---------------------------------------------- | ---------------- | ------------------------ | ------------------------ | ------------------------ | ------------------------ |
| Márkos Kyprianoú     | Budget                                         | Prodi            |                          | DIKO                     |                          | Centriste                |
| Márkos Kyprianoú     | Santé et Protection des consommateurs          | Barroso I        |                          | DIKO                     |                          | Centriste                |
| Márkos Kyprianoú     | Santé                                          | Barroso I        |                          | DIKO                     |                          | Centriste                |
| Androulla Vassiliou  | Santé                                          | Barroso I        |                          | EDI                      |                          | ALDE                     |
| Androulla Vassiliou  | Éducation, culture, multilinguisme et jeunesse | Barroso II       |                          | EDI                      |                          | ALDE                     |
| Chrístos Stylianídis | Aide humanitaire et Réaction aux crises        | Juncker          |                          | DISY                     |                          | PPE                      |
| Stélla Kyriakídou    | Santé et Sécurité alimentaire                  | von der Leyen I  |                          | DISY                     |                          | PPE                      |
| Kóstas Kadís         | Pêche et Océans                                | von der Leyen II | Sans étiquette           | Sans étiquette           | Sans étiquette           | Sans étiquette           |

### Croatie
| Commissaire    | Portefeuille                                | Commission       | Parti politique national | Parti politique national | Parti politique européen | Parti politique européen |
| -------------- | ------------------------------------------- | ---------------- | ------------------------ | ------------------------ | ------------------------ | ------------------------ |
| Neven Mimica   | Politique des consommateurs                 | Barroso II       |                          | SDP                      |                          | PSE                      |
| Neven Mimica   | Coopération internationale et Développement | Juncker          |                          | SDP                      |                          | PSE                      |
| Dubravka Šuica | Démocratie et démographie (Vice-présidente) | von der Leyen I  |                          | HDZ                      |                          | PPE                      |
| Dubravka Šuica | Méditerranée                                | von der Leyen II |                          | HDZ                      |                          | PPE                      |

### Danemark
| Commissaire            | Portefeuille | Commission       | Parti politique national | Parti politique national | Parti politique européen | Parti politique européen |
| ---------------------- | --- | ---------------- | ------------------------ | ------------------------ | ------------------------ | ------------------------ |
| Finn Olav Gundelach    | Marché intérieur et Union douanière                                                                                     | Ortoli           | Sans étiquette           | Sans étiquette           | Sans étiquette           | Sans étiquette           |
| Finn Olav Gundelach    | Agriculture et Pêche (Vice-président)                                                                                   | Jenkins          | Sans étiquette           | Sans étiquette           | Sans étiquette           | Sans étiquette           |
| Finn Olav Gundelach    | Agriculture et Pêche | Thorn            | Sans étiquette           | Sans étiquette           | Sans étiquette           | Sans étiquette           |
| Poul Dalsager          | Agriculture | Thorn            |                          | SD                       |                          | CPSCE                    |
| Henning Christophersen | Budget et Contrôle financier, Personnel et Administration (Vice-président)                                              | Delors I         |                          | Venstre                  |                          | ELDR                     |
| Henning Christophersen | Affaires économiques et financières, Coordination des fonds structurels et Office statistique (Vice-président)          | Delors II        |                          | Venstre                  |                          | ELDR                     |
| Henning Christophersen | Affaires économiques et financières, Affaires monétaires, Crédit et Investissement, Office statistique (Vice-président) | Delors III       |                          | Venstre                  |                          | ELDR                     |
| Ritt Bjerregaard       | Environnement et Sécurité nucléaire                                                                                     | Santer           |                          | SD                       |                          | PSE                      |
| Ritt Bjerregaard       | Environnement et Sécurité nucléaire                                                                                     | Marín            |                          | SD                       |                          | PSE                      |
| Poul Nielson           | Développement et Aide humanitaire                                                                                       | Prodi            |                          | SD                       |                          | PSE                      |
| Mariann Fischer Boel   | Agriculture et Développement rural                                                                                      | Barroso I        |                          | Venstre                  |                          | ELDR                     |
| Connie Hedegaard       | Action pour le climat                                                                                                   | Barroso II       |                          | C                        |                          | PPE                      |
| Margrethe Vestager     | Concurrence | Juncker          |                          | RV                       |                          | ALDE                     |
| Margrethe Vestager     | Une Europe adaptée à l'ère du numérique (Vice-présidente)                                                               | von der Leyen I  |                          | RV                       |                          | ALDE                     |
| Dan Jørgensen          | Énergie et Logement | von der Leyen II |                          | SD                       |                          | PSE                      |

### Espagne
| Commissaire         | Portefeuille | Commission       | Parti politique national | Parti politique national | Parti politique européen | Parti politique européen |
| ------------------- | --- | ---------------- | ------------------------ | ------------------------ | ------------------------ | ------------------------ |
| Abel Matutes        | Crédit, Investissement, Ingénierie financière et Politique des PME | Delors I         |                          | PP                       |                          | PPE                      |
| Abel Matutes        | Politique méditerranéenne, Relations avec l'Amérique latine et l'Asie, Relations Nord-Sud | Delors II        |                          | PP                       |                          | PPE                      |
| Abel Matutes        | Énergie, Euratom et Transports | Delors III       |                          | PP                       |                          | PPE                      |
| Manuel Marín        | Affaires sociales, Emploi, Éducation et Formation (Vice-président) | Delors I         |                          | PSOE                     |                          | PSE                      |
| Manuel Marín        | Coopération, Développement et Pêche (Vice-président) | Delors II        |                          | PSOE                     |                          | PSE                      |
| Manuel Marín        | Coopération, Développement, Office européen d'aide humanitaire d'urgence (Vice-président) | Delors III       |                          | PSOE                     |                          | PSE                      |
| Manuel Marín        | Relations extérieures et Aide au développement | Santer           |                          | PSOE                     |                          | PSE                      |
| Manuel Marín        | Vice-président puis Président | Marín,           |                          | PSOE                     |                          | PSE                      |
| Marcelino Oreja     | Énergie, Euratom et Transports | Delors III       |                          | PP                       |                          | PPE                      |
| Marcelino Oreja     | Relations avec le Parlement, Relations avec les États membres, Culture et Audiovisuel, Office des publications, Questions institutionnelles, Préparation de la Conférence intergouvernemental de 1996 | Santer           |                          | PP                       |                          | PPE                      |
| Marcelino Oreja     | Relations avec le Parlement, Relations avec les États membres, Culture et Audiovisuel, Office des publications, Questions institutionnelles, Préparation de la Conférence intergouvernemental de 1996 | Marín            |                          | PP                       |                          | PPE                      |
| Loyola de Palacio   | Relations avec le Parlement, Transports et Énergie (Vice-présidente) | Prodi            |                          | PP                       |                          | PPE                      |
| Pedro Solbes        | Affaires économiques et monétaires | Prodi            |                          | PSOE                     |                          | PSE                      |
| Joaquín Almunia     | Affaires économiques et monétaires | Prodi            |                          | PSOE                     |                          | PSE                      |
| Joaquín Almunia     | Affaires économiques et monétaires | Barroso I        |                          | PSOE                     |                          | PSE                      |
| Joaquín Almunia     | Concurrence (Vice-président) | Barroso II       |                          | PSOE                     |                          | PSE                      |
| Miguel Arias Cañete | Action pour le climat et Énergie | Juncker          |                          | PP                       |                          | PPE                      |
| Josep Borrell       | Une Europe plus forte sur la scène internationale (Vice-président) / Haut représentant de l'Union pour les affaires étrangères et la politique de sécurité                                            | von der Leyen I  |                          | PSOE                     |                          | PSE                      |
| Teresa Ribera       | Transition propre, juste et compétitive (Première vice-présidente exécutive) / Commissaire à la Concurrence                                                                                           | von der Leyen II |                          | PSOE                     |                          | PSE                      |

### Estonie
| Commissaire  | Portefeuille                                                  | Commission       | Parti politique national | Parti politique national | Parti politique européen | Parti politique européen |
| ------------ | ------------------------------------------------------------- | ---------------- | ------------------------ | ------------------------ | ------------------------ | ------------------------ |
| Siim Kallas  | Affaires économiques et monétaires                            | Prodi            |                          | ERE                      |                          | ALDE                     |
| Siim Kallas  | Administration, Audit et Lutte antifraude (Vice-président)    | Barroso I        |                          | ERE                      |                          | ALDE                     |
| Siim Kallas  | Transports (Vice-président)                                   | Barroso II       |                          | ERE                      |                          | ALDE                     |
| Andrus Ansip | Marché numérique unique (Vice-président)                      | Juncker          |                          | ERE                      |                          | ALDE                     |
| Kadri Simson | Énergie                                                       | von der Leyen I  |                          | EK                       |                          | ALDE                     |
| Kaja Kallas  | Haute représentante aux Affaires étrangères (Vice-présidente) | von der Leyen II |                          | ERE                      |                          | ALDE                     |

### Finlande
| Commissaire      | Portefeuille                                                                   | Commission       | Parti politique national | Parti politique national | Parti politique européen | Parti politique européen |
| ---------------- | ------------------------------------------------------------------------------ | ---------------- | ------------------------ | ------------------------ | ------------------------ | ------------------------ |
| Erkki Liikanen   | Budget, Personnel, Administration, Traduction et Informatique                  | Santer           |                          | SDP                      |                          | PSE                      |
| Erkki Liikanen   | Budget, Personnel, Administration, Traduction et Informatique                  | Marín            |                          | SDP                      |                          | PSE                      |
| Erkki Liikanen   | Entreprises, Société de l'Information                                          | Prodi            |                          | SDP                      |                          | PSE                      |
| Olli Rehn        | Entreprises, Société de l'Information                                          | Prodi            |                          | Kesk                     |                          | ALDE                     |
| Olli Rehn        | Élargissement                                                                  | Barroso I        |                          | Kesk                     |                          | ALDE                     |
| Olli Rehn        | Affaires économiques et monétaires (Vice-président)                            | Barroso II       |                          | Kesk                     |                          | ALDE                     |
| Jyrki Katainen   | Affaires économiques et monétaires (Vice-président)                            | Barroso II       |                          | Kok                      |                          | PPE                      |
| Jyrki Katainen   | Emplois, Croissance, Investissements et Compétitivité (Vice-président)         | Juncker          |                          | Kok                      |                          | PPE                      |
| Jutta Urpilainen | Partenariats internationaux                                                    | von der Leyen I  |                          | SDP                      |                          | PSE                      |
| Henna Virkkunen  | Souveraineté technologique, sécurité et démocratie (Vice-présidente exécutive) | von der Leyen II |                          | Kok                      |                          | PPE                      |

### France
| Présidents de la CECA et de la CEEA | Présidents de la CECA et de la CEEA            | Présidents de la CECA et de la CEEA | Présidents de la CECA et de la CEEA |
| Président                           | Commission                                     | Dates                               | Parti                               |
| ----------------------------------- | ---------------------------------------------- | ----------------------------------- | ----------------------------------- |
| Jean Monnet                         | Communauté européenne du charbon et de l'acier | 1952-1955                           | Inconnu                             |
| René Mayer                          | Communauté européenne du charbon et de l'acier | 1955-1958                           | Radical                             |
| Louis Armand                        | Communauté européenne de l'énergie atomique    | 1958-1959                           | Inconnu                             |
| Étienne Hirsch                      | Communauté européenne de l'énergie atomique    | 1959-1962                           | Inconnu                             |
| Pierre Chatenet                     | Communauté européenne de l'énergie atomique    | 1962-1967                           | Inconnu                             |

| Commissaire             | Portefeuille                                                                                             | Commission       | Parti politique national | Parti politique national  | Parti politique européen | Parti politique européen |
| ----------------------- | --- | ---------------- | ------------------------ | ------------------------- | ------------------------ | ------------------------ |
| Robert Lemaignen        | Pays et Territoires d'Outre Mer                                                                          | Hallstein I      | Inconnu                  | Inconnu                   | Inconnu                  | Inconnu                  |
| Robert Marjolin         | Affaires économiques et financières (Vice-président)                                                     | Hallstein I      |                          | SFIO                      |                          | Socialiste               |
| Robert Marjolin         | Affaires économiques et financières (Vice-président)                                                     | Hallstein II     |                          | SFIO                      |                          | Socialiste               |
| Henri Rochereau         | Développement de l'Outre-mer                                                                             | Hallstein II     | Inconnu                  | Inconnu                   | Inconnu                  | Inconnu                  |
| Henri Rochereau         | Aide au développement                                                                                    | Rey              | Inconnu                  | Inconnu                   | Inconnu                  | Inconnu                  |
| Raymond Barre           | Affaires économiques et financières et Office statistique (Vice-président)                               | Rey              |                          | Indépendant apparenté UDF |                          | Centre droit             |
| Raymond Barre           | Affaires économiques et financières et Office statistique (Vice-président)                               | Malfatti         |                          | Indépendant apparenté UDF |                          | Centre droit             |
| Raymond Barre           | Affaires économiques et financières et Office statistique (Vice-président)                               | Mansholt         |                          | Indépendant apparenté UDF |                          | Centre droit             |
| Jean-François Deniau    | Commerce extérieur et Contrôle financier                                                                 | Rey              |                          | UDF                       |                          | Centre droit             |
| Jean-François Deniau    | Élargissement et Aide au développement                                                                   | Malfatti         |                          | UDF                       |                          | Centre droit             |
| Jean-François Deniau    | Élargissement et Aide au développement                                                                   | Mansholt         |                          | UDF                       |                          | Centre droit             |
| Jean-François Deniau    | Aide au développement, Budgets, Contrôle financier                                                       | Ortoli           |                          | UDF                       |                          | Centre droit             |
| François-Xavier Ortoli  | Président                                                                                                | Ortoli           |                          | UDR / RPR                 |                          | PPE                      |
| François-Xavier Ortoli  | Affaires économiques et financières, Crédit, Investissement et Office tatistique (Vice-président)        | Jenkins          |                          | UDR / RPR                 |                          | PPE                      |
| François-Xavier Ortoli  | Affaires économiques et financières, Crédit et Investissements                                           | Thorn            |                          | UDR / RPR                 |                          | PPE                      |
| Claude Cheysson         | Aide au développement, Budgets, Contrôle financier                                                       | Ortoli           |                          | PS                        |                          | CPSCE                    |
| Claude Cheysson         | Développement                                                                                            | Jenkins          |                          | PS                        |                          | CPSCE                    |
| Claude Cheysson         | Développement                                                                                            | Thorn            |                          | PS                        |                          | CPSCE                    |
| Claude Cheysson         | Politique méditerranéenne et Relations Nord-Sud                                                          | Delors I         |                          | PS                        |                          | CPSCE                    |
| Edgard Pisani           | Développement (Vice-président)                                                                           | Thorn            |                          | PS                        |                          | CPSCE                    |
| Jacques Delors          | Président                                                                                                | Delors I         |                          | PS                        |                          | PSE                      |
| Jacques Delors          | Président                                                                                                | Delors II        |                          | PS                        |                          | PSE                      |
| Jacques Delors          | Président                                                                                                | Delors III       |                          | PS                        |                          | PSE                      |
| Christiane Scrivener    | Fiscalité, Union douanière et Taxation                                                                   | Delors II        |                          | PR                        |                          | ELDR                     |
| Christiane Scrivener    | Fiscalité, Union douanière, Politique des consommateurs                                                  | Delors III       |                          | PR                        |                          | ELDR                     |
| Yves-Thibault de Silguy | Affaires économiques et financières, Affaires monétaires, Crédits et Investissements, Office statistique | Santer           |                          | RPR                       |                          | PPE                      |
| Yves-Thibault de Silguy | Affaires économiques et financières, Affaires monétaires, Crédits et Investissements, Office statistique | Marín            |                          | RPR                       |                          | PPE                      |
| Édith Cresson           | Science, Recherche, Développement, Ressources humaines, Éducation, Formation et Jeunesse                 | Santer           |                          | PS                        |                          | PSE                      |
| Édith Cresson           | Science, Recherche, Développement, Ressources humaines, Éducation, Formation et Jeunesse                 | Marín            |                          | PS                        |                          | PSE                      |
| Pascal Lamy             | Commerce                                                                                                 | Prodi            |                          | PS                        |                          | PSE                      |
| Michel Barnier          | Politique régionale                                                                                      | Prodi            |                          | UMP                       |                          | PPE                      |
| Michel Barnier          | Marché intérieur (Vice-président)                                                                        | Barroso II       |                          | UMP                       |                          | PPE                      |
| Jacques Barrot          | Politique régionale                                                                                      | Prodi            |                          | UMP                       |                          | PPE                      |
| Jacques Barrot          | Transports (Vice-président)                                                                              | Barroso I        |                          | UMP                       |                          | PPE                      |
| Jacques Barrot          | Justice, Liberté et Sécurité (Vice-président)                                                            | Barroso I        |                          | UMP                       |                          | PPE                      |
| Pierre Moscovici        | Affaires économiques et financières, Fiscalité et Union douanière                                        | Juncker          |                          | PS                        |                          | PSE                      |
| Thierry Breton          | Marché intérieur                                                                                         | von der Leyen I  | Inconnu                  | Inconnu                   | Inconnu                  | Inconnu                  |
| Stéphane Séjourné       | Prospérité et Stratégie industrielle (Vice-président exécutif)                                           | von der Leyen II |                          | RE                        |                          | ALDE                     |

### Grèce
| Commissaire            | Portefeuille                                                                                    | Commission       | Parti politique national | Parti politique national | Parti politique européen | Parti politique européen |
| ---------------------- | ----------------------------------------------------------------------------------------------- | ---------------- | ------------------------ | ------------------------ | ------------------------ | ------------------------ |
| Giorgios Contogeorgis  | Transports, Pêche et Tourisme                                                                   | Thorn            |                          | ND                       |                          | PPE                      |
| Grigóris Várfis        | Politique régionale et Relations avec le Parlement                                              | Delors I         |                          | PASOK                    |                          | CPSCE                    |
| Grigóris Várfis        | Coordination des fonds structurels et Protection des consommateurs                              | Delors I         |                          | PASOK                    |                          | CPSCE                    |
| Vásso Papandréou       | Emploi, Relations industrielles, Affaires sociales, Ressources humaines, Éducation et Formation | Delors II        |                          | PASOK                    |                          | PSE                      |
| Ioánnis Paleokrassás   | Environnement, Sécurité nucléaire, Protection civile, Pêche                                     | Delors III       |                          | ND                       |                          | PPE                      |
| Chrístos Papoutsís     | Énergie, Euratom, PME et Tourisme                                                               | Santer           |                          | PASOK                    |                          | PSE                      |
| Chrístos Papoutsís     | Énergie, Euratom, PME et Tourisme                                                               | Marín            |                          | PASOK                    |                          | PSE                      |
| Ánna Diamantopoúlou    | Emploi et Affaires sociales                                                                     | Prodi            |                          | PASOK                    |                          | PSE                      |
| Stávros Dímas          | Emploi et Affaires sociales                                                                     | Prodi            |                          | ND                       |                          | PPE                      |
| Stávros Dímas          | Environnement                                                                                   | Barroso I        |                          | ND                       |                          | PPE                      |
| María Damanáki         | Affaires maritimes et Pêche                                                                     | Barroso II       |                          | PASOK                    |                          | PSE                      |
| Dimítris Avramópoulos  | Migrations, Affaires intérieures et Citoyenneté                                                 | Juncker          |                          | ND                       |                          | PPE                      |
| Margarítis Schinás     | Promotion de notre mode de vie européen (Vice-président)                                        | von der Leyen I  |                          | ND                       |                          | PPE                      |
| Apóstolos Tzitzikóstas | Transport et Tourisme durables                                                                  | von der Leyen II |                          | ND                       |                          | PPE                      |

### Hongrie
| Commissaire      | Portefeuille                           | Commission       | Parti politique national | Parti politique national | Parti politique européen | Parti politique européen |
| ---------------- | -------------------------------------- | ---------------- | ------------------------ | ------------------------ | ------------------------ | ------------------------ |
| Péter Balázs     | Politique régionale                    | Prodi            | Sans étiquette           | Sans étiquette           | Sans étiquette           | Sans étiquette           |
| László Kovács    | Fiscalité et Union douanière           | Barroso I        |                          | MSZP                     |                          | PSE                      |
| László Andor     | Emploi, Affaires sociales et Inclusion | Barroso II       |                          | MSZP                     |                          | PSE                      |
| Tibor Navracsics | Éducation, Culture, Jeunesse et Sports | Juncker          |                          | Fidesz                   |                          | PPE                      |
| Olivér Várhelyi  | Voisinage et Élargissement             | von der Leyen I  | Sans étiquette           | Sans étiquette           | Sans étiquette           | Sans étiquette           |
| Olivér Várhelyi  | Santé et Bien-être animal              | von der Leyen II | Sans étiquette           | Sans étiquette           | Sans étiquette           | Sans étiquette           |

### Irlande
| Commissaire           | Portefeuille | Commission       | Parti politique national | Parti politique national | Parti politique européen | Parti politique européen |
| --------------------- | --- | ---------------- | ------------------------ | ------------------------ | ------------------------ | ------------------------ |
| Patrick Hillery       | Affaires sociales (Vice-président)                                                                                         | Ortoli           |                          | FF                       |                          | Libéral                  |
| Richard Burke         | Fiscalité, Protection des consommateurs et Transports                                                                      | Jenkins          |                          | FG                       |                          | PPE                      |
| Richard Burke         | Personnel, Administration, Office statistique (Vice-président)                                                             | Thorn            |                          | FG                       |                          | PPE                      |
| Michael O'Kennedy     | Personnel, Administration, Office statistique                                                                              | Thorn            |                          | FF                       |                          | Libéral                  |
| Peter Sutherland      | Concurrence, Affaires sociales, Éducation et Formation                                                                     | Delors I         |                          | FG                       |                          | PPE                      |
| Peter Sutherland      | Concurrence et Relations avec le Parlement                                                                                 | Delors I         |                          | FG                       |                          | PPE                      |
| Ray Mac Sharry        | Agriculture et Développement rural                                                                                         | Delors II        |                          | FF                       |                          | Libéral                  |
| Pádraig Flynn         | Affaires sociales, Emploi, Relations avec le Comité économique et social, Immigration, Affaires intérieures et judiciaires | Delors III       |                          | FF                       |                          | Libéral                  |
| Pádraig Flynn         | Affaires sociales, Emploi, Relations avec le Comité économique et social                                                   | Santer           |                          | FF                       |                          | Libéral                  |
| Pádraig Flynn         | Affaires sociales, Emploi, Relations avec le Comité économique et social                                                   | Marín            |                          | FF                       |                          | Libéral                  |
| David Byrne           | Santé et Protection des consommateurs                                                                                      | Prodi            |                          | FF                       |                          | AEN                      |
| Charlie McCreevy      | Marché intérieur et Services                                                                                               | Barroso I        |                          | FF                       |                          | AEN                      |
| Máire Geoghegan-Quinn | Recherche, innovation et science                                                                                           | Barroso II       |                          | FF                       |                          | ALDE                     |
| Phil Hogan            | Agriculture et Développement rural                                                                                         | Juncker          |                          | FG                       |                          | PPE                      |
| Phil Hogan            | Commerce , | von der Leyen    |                          | FG                       |                          | PPE                      |
| Mairead McGuinness    | Services financiers, Stabilité financière et Union des marchés des capitaux                                                | von der Leyen I  |                          | FG                       |                          | PPE                      |
| Michael McGrath       | Démocratie, Justice et État de droit                                                                                       | von der Leyen II |                          | FF                       |                          | ALDE                     |

### Italie
| Présidents de la CECA et de la CEEA | Présidents de la CECA et de la CEEA            | Présidents de la CECA et de la CEEA | Présidents de la CECA et de la CEEA |
| Président                           | Commission                                     | Dates                               | Parti                               |
| ----------------------------------- | ---------------------------------------------- | ----------------------------------- | ----------------------------------- |
| Piero Malvestiti                    | Communauté européenne du charbon et de l'acier | 1959-1963                           | DC                                  |
| Rinaldo Del Bo                      | Communauté européenne du charbon et de l'acier | 1963-1967                           | DC                                  |

| Commissaire               | Portefeuille | Commission       | Parti politique national | Parti politique national | Parti politique européen | Parti politique européen |
| ------------------------- | --- | ---------------- | ------------------------ | ------------------------ | ------------------------ | ------------------------ |
| Piero Malvestiti          | Marché intérieur (Vice-président)                                                                                | Hallstein I      |                          | DC                       |                          | Conservateur             |
| Giuseppe Petrilli         | Affaires sociales                                                                                                | Hallstein I      |                          | DC                       |                          | Conservateur             |
| Giuseppe Caron            | Marché intérieur (Vice-président)                                                                                | Hallstein I      |                          | DC                       |                          | Conservateur             |
| Giuseppe Caron            | Marché intérieur et Information (Vice-président)                                                                 | Hallstein II     |                          | DC                       |                          | Conservateur             |
| Lionello Levi Sandri      | Affaires sociales et Fonds social                                                                                | Hallstein I      |                          | PSI                      |                          | Socialiste               |
| Lionello Levi Sandri      | Affaires sociales et Marché intérieur (Vice-président)                                                           | Hallstein II     |                          | PSI                      |                          | Socialiste               |
| Lionello Levi Sandri      | Affaires sociales, Personnel et Administration (Vice-président)                                                  | Rey              |                          | PSI                      |                          | Socialiste               |
| Guido Colonna di Paliano  | Marché intérieur et Information                                                                                  | Hallstein II     |                          | DC                       |                          | Conservateur             |
| Guido Colonna di Paliano  | Affaires industrielles                                                                                           | Rey              |                          | DC                       |                          | Conservateur             |
| Edoardo Martino           | Relations extérieures                                                                                            | Rey              |                          | DC                       |                          | Conservateur             |
| Franco Maria Malfatti     | Président | Malfatti         |                          | DC                       |                          | Conservateur             |
| Altiero Spinelli          | Affaires industrielles, Recherche et Technologie                                                                 | Malfatti         |                          | PCI                      |                          | Communiste               |
| Altiero Spinelli          | Affaires industrielles, Recherche et Technologie                                                                 | Mansholt         |                          | PCI                      |                          | Communiste               |
| Altiero Spinelli          | Affaires industrielles et technologiques                                                                         | Ortoli           |                          | PCI                      |                          | Communiste               |
| Carlo Scarascia-Mugnozza  | Agriculture (Vice-président)                                                                                     | Mansholt         |                          | DC                       |                          | PPE                      |
| Carlo Scarascia-Mugnozza  | Affaires parlementaires, Environnement, Protection des consommateurs, Transports et Information (Vice-président) | Ortoli           |                          | DC                       |                          | PPE                      |
| Cesidio Guazzaroni (it)   | Affaires industrielles et technologiques                                                                         | Ortoli           |                          | PRI                      |                          | ELDR                     |
| Antonio Giolitti          | Coordination des fonds monétaires et Politique régionale                                                         | Jenkins          |                          | PSI                      |                          | PSE                      |
| Antonio Giolitti          | Coordination des fonds monétaires et Politique régionale                                                         | Thorn            |                          | PSI                      |                          | PSE                      |
| Lorenzo Natali            | Élargissement, Environnement et Sécurité nucléaire (Vice-président)                                              | Jenkins          |                          | DC                       |                          | PPE                      |
| Lorenzo Natali            | Élargissement, Information et Politique globale méditerranéenne (Vice-président)                                 | Thorn            |                          | DC                       |                          | PPE                      |
| Lorenzo Natali            | Coopération, Développement et Élargissement (Vice-président)                                                     | Delors I         |                          | DC                       |                          | PPE                      |
| Lorenzo Natali            | Coopération et Développement (Vice-président)                                                                    | Delors I         |                          | DC                       |                          | PPE                      |
| Carlo Ripa di Meana       | Questions institutionnelles, Europe des citoyens, Information, Culture et Tourisme                               | Delors I         |                          | PSI                      |                          | PSE                      |
| Carlo Ripa di Meana       | Environnement, Sécurité nucléaire et Protection civile                                                           | Delors II        |                          | PSI                      |                          | PSE                      |
| Filippo Maria Pandolfi    | Science, Recherche, Développement, Télécommunications, Information et Innovation (Vice-président)                | Delors II        |                          | DC                       |                          | PPE                      |
| Antonio Ruberti           | Science, Recherche, Développement, Ressources humaines, Éducation, Formation et Jeunesse (Vice-président)        | Delors III       |                          | PSI                      |                          | PSE                      |
| Raniero Vanni d'Archirafi | Questions institutionnelles, Marché intérieur, Services financiers, Politique d'entreprise                       | Delors III       |                          | Apparenté DC             |                          | PPE                      |
| Emma Bonino               | Pêche, Politique des consommateurs, Office humanitaire de la Communauté européenne (ECHO)                        | Santer           |                          | RI                       |                          | ELDR                     |
| Emma Bonino               | Pêche, Politique des consommateurs, Office humanitaire de la Communauté européenne (ECHO)                        | Marín            |                          | RI                       |                          | ELDR                     |
| Mario Monti               | Marché intérieur, Services financiers et Intégration financière, Douane et Taxation                              | Santer           | Sans étiquette           | Sans étiquette           | Sans étiquette           | Sans étiquette           |
| Mario Monti               | Marché intérieur, Services financiers et Intégration financière, Douane et Taxation                              | Marín            | Sans étiquette           | Sans étiquette           | Sans étiquette           | Sans étiquette           |
| Mario Monti               | Concurrence | Prodi            | Sans étiquette           | Sans étiquette           | Sans étiquette           | Sans étiquette           |
| Romano Prodi              | Président | Prodi            |                          | Dem                      |                          | ELDR                     |
| Franco Frattini           | Justice, Liberté et Sécurité (Vice-président)                                                                    | Barroso I        |                          | FI                       |                          | PPE                      |
| Antonio Tajani            | Transports (Vice-président)                                                                                      | Barroso I        |                          | FI                       |                          | PPE                      |
| Antonio Tajani            | Industrie et Entreprises                                                                                         | Barroso II       |                          | PdL                      |                          | PPE                      |
| Ferdinando Nelli Feroci   | Industrie et Entreprises                                                                                         | Barroso II       | Sans étiquette           | Sans étiquette           | Sans étiquette           | Sans étiquette           |
| Federica Mogherini        | Haut représentant pour les affaires étrangères et la politique de sécurité (Vice-présidente)                     | Juncker          |                          | PD                       |                          | PSE                      |
| Paolo Gentiloni           | Économie | von der Leyen I  |                          | PD                       |                          | PSE                      |
| Raffaele Fitto            | Cohésion et réformes (Vice-président exécutif)                                                                   | von der Leyen II |                          | FdI                      |                          | ECR                      |

### Lettonie
| Commissaire        | Portefeuille | Commission       | Parti politique national | Parti politique national | Parti politique européen | Parti politique européen |
| ------------------ | --- | ---------------- | ------------------------ | ------------------------ | ------------------------ | ------------------------ |
| Sandra Kalniete    | Agriculture, Développement rural et Pêche                                                                          | Prodi            |                          | LTF                      |                          | Démocrate chrétien       |
| Andris Piebalgs    | Énergie | Barroso I        |                          | LC                       |                          | ALDE                     |
| Andris Piebalgs    | Développement | Barroso II       |                          | LPP/LC                   |                          | ALDE                     |
| Valdis Dombrovskis | Euro et Dialogue social, Stabilité financière, Services financiers, Union des marchés de capitaux (Vice-président) | Juncker          |                          | Unité                    |                          | PPE                      |
| Valdis Dombrovskis | Une économie au service des personnes (Vice-président)                                                             | von der Leyen I  |                          | Unité                    |                          | PPE                      |
| Valdis Dombrovskis | Économie et Productivité                                                                                           | von der Leyen II |                          | Unité                    |                          | PPE                      |

### Lituanie
| Commissaire            | Portefeuille                                                | Commission       | Parti politique national | Parti politique national | Parti politique européen | Parti politique européen |
| ---------------------- | ----------------------------------------------------------- | ---------------- | ------------------------ | ------------------------ | ------------------------ | ------------------------ |
| Dalia Grybauskaitė     | Culture et éducation                                        | Prodi            | Sans étiquette           | Sans étiquette           | Sans étiquette           | Sans étiquette           |
| Dalia Grybauskaitė     | Programmation financière et Budget                          | Barroso I        | Sans étiquette           | Sans étiquette           | Sans étiquette           | Sans étiquette           |
| Algirdas Šemeta        | Programmation financière et Budget                          | Barroso I        | Inconnu                  | Inconnu                  | Inconnu                  | Inconnu                  |
| Algirdas Šemeta        | Fiscalité, douanes, statistiques, audit et lutte antifraude | Barroso II       | Inconnu                  | Inconnu                  | Inconnu                  | Inconnu                  |
| Vytenis Andriukaitis   | Santé et Sécurité alimentaire                               | Juncker          |                          | LSDP                     |                          | PSE                      |
| Virginijus Sinkevičius | Environnement, Océans et Pêche                              | von der Leyen I  |                          | LVŽS                     |                          | Agrarien                 |
| Andrius Kubilius       | Défense et Espace                                           | von der Leyen II |                          | TS-LKD                   |                          | PPE                      |

### Luxembourg
| Commissaire         | Portefeuille | Commission       | Parti politique national | Parti politique national | Parti politique européen | Parti politique européen |
| ------------------- | --- | ---------------- | ------------------------ | ------------------------ | ------------------------ | ------------------------ |
| Michel Rasquin      | Transports | Hallstein I      |                          | LSAP                     |                          | Social-démocrate         |
| Lambert Schaus      | Transports | Hallstein I      |                          | CSV                      |                          | Chrétien-démocrate       |
| Lambert Schaus      | Transports | Hallstein II     |                          | CSV                      |                          | Chrétien-démocrate       |
| Victor Bodson       | Transports | Rey              |                          | LSAP                     |                          | Social-démocrate         |
| Albert Borschette   | Concurrence, Politique régionale, Presse et Information                                                            | Malfatti         | Inconnu                  | Inconnu                  | Inconnu                  | Inconnu                  |
| Albert Borschette   | Concurrence, Politique régionale, Presse et Information                                                            | Mansholt         | Inconnu                  | Inconnu                  | Inconnu                  | Inconnu                  |
| Albert Borschette   | Concurrence, Personnel et Administration                                                                           | Ortoli           | Inconnu                  | Inconnu                  | Inconnu                  | Inconnu                  |
| Raymond Vouel       | Concurrence | Ortoli           |                          | LSAP                     |                          | CPSCE                    |
| Raymond Vouel       | Concurrence | Jenkins          |                          | LSAP                     |                          | CPSCE                    |
| Gaston Thorn        | Président | Thorn            |                          | DP                       |                          | ELDR                     |
| Nicolas Mosar       | Énergie, Euratom, Office des publications                                                                          | Delors I         |                          | CSV                      |                          | PPE                      |
| Jean Dondelinger    | Affaires audiovisuelles et culturelles, Information, Communication, Europe des citoyens et Office des publications | Delors II        | Inconnu                  | Inconnu                  | Inconnu                  | Inconnu                  |
| René Steichen       | Agriculture et Développement rural                                                                                 | Delors III       |                          | CSV                      |                          | PPE                      |
| Jacques Santer      | Président | Santer           |                          | CSV                      |                          | PPE                      |
| Viviane Reding      | Culture et éducation                                                                                               | Prodi            |                          | CSV                      |                          | PPE                      |
| Viviane Reding      | Société de l'information et Médias                                                                                 | Barroso I        |                          | CSV                      |                          | PPE                      |
| Viviane Reding      | Justice, Droits fondamentaux et Citoyenneté (Vice-présidente)                                                      | Barroso II       |                          | CSV                      |                          | PPE                      |
| Martine Reicherts   | Justice, Droits fondamentaux et Citoyenneté                                                                        | Barroso II       |                          | CSV                      |                          | PPE                      |
| Jean-Claude Juncker | Président | Juncker          |                          | CSV                      |                          | PPE                      |
| Nicolas Schmit      | Emploi et Droits sociaux                                                                                           | von der Leyen I  |                          | LSAP                     |                          | PSE                      |
| Christophe Hansen   | Agriculture et Alimentation                                                                                        | von der Leyen II |                          | CSV                      |                          | PPE                      |

### Malte
| Commissaire    | Portefeuille                                            | Commission       | Parti politique national | Parti politique national | Parti politique européen | Parti politique européen |
| -------------- | ------------------------------------------------------- | ---------------- | ------------------------ | ------------------------ | ------------------------ | ------------------------ |
| Joe Borg       | Développement et Aide humanitaire                       | Prodi            |                          | PN                       |                          | PPE                      |
| Joe Borg       | Pêche et Affaires maritimes                             | Barroso I        |                          | PN                       |                          | PPE                      |
| John Dalli     | Santé et Politique des consommateurs                    | Barroso II       |                          | PN                       |                          | PPE                      |
| Tonio Borg     | Santé et Politique des consommateurs                    | Barroso II       |                          | PN                       |                          | PPE                      |
| Tonio Borg     | Santé                                                   | Barroso II       |                          | PN                       |                          | PPE                      |
| Karmenu Vella  | Environnement, Affaires maritimes et Pêche              | Juncker          |                          | PL                       |                          | PSE                      |
| Helena Dalli   | Égalité                                                 | von der Leyen I  |                          | PL                       |                          | PSE                      |
| Glenn Micallef | Équité intergénérationnelle, Culture, Jeunesse et Sport | von der Leyen II |                          | PL                       |                          | PSE                      |

### Pays-Bas
| Commissaire        | Portefeuille | Commission       | Parti politique national | Parti politique national | Parti politique européen | Parti politique européen |
| ------------------ | --- | ---------------- | ------------------------ | ------------------------ | ------------------------ | ------------------------ |
| Sicco Mansholt     | Agriculture (Vice-président) | Hallstein I      |                          | PvdA                     |                          | Social-démocrate         |
| Sicco Mansholt     | Agriculture (Vice-président) | Hallstein II     |                          | PvdA                     |                          | Social-démocrate         |
| Sicco Mansholt     | Agriculture (Vice-président) | Rey              |                          | PvdA                     |                          | Social-démocrate         |
| Sicco Mansholt     | Agriculture (Vice-président) | Malfatti         |                          | PvdA                     |                          | Social-démocrate         |
| Sicco Mansholt     | Président | Mansholt         |                          | PvdA                     |                          | Social-démocrate         |
| Maan Sassen        | Concurrence | Rey              |                          | KVP                      |                          | Chrétien-démocrate       |
| Pierre Lardinois   | Agriculture | Ortoli           |                          | KVP                      |                          | PPE                      |
| Henk Vredeling     | Emploi et Affaires sociales (Vice-président)                                                                                          | Jenkins          |                          | PvdA                     |                          | CPSCE                    |
| Frans Andriessen   | Relations avec le Parlement et Concurrence                                                                                            | Thorn            |                          | CDA                      |                          | PPE                      |
| Frans Andriessen   | Agriculture et Pêche (Vice-président)                                                                                                 | Delors I         |                          | CDA                      |                          | PPE                      |
| Frans Andriessen   | Agriculture et Forêts (Vice-président)                                                                                                | Delors I         |                          | CDA                      |                          | PPE                      |
| Frans Andriessen   | Relations extérieures, Politique commerciale, Coopération avec les autres pays européens (Vice-président)                             | Delors II        |                          | CDA                      |                          | PPE                      |
| Hans van den Broek | Relations politiques extérieures, Politique extérieure et de sécurité commune, Élargissement                                          | Delors III       |                          | CDA                      |                          | PPE                      |
| Hans van den Broek | Relations extérieures, Politique étrangère et sécurité commune, Droits de l'homme, Service extérieur                                  | Santer           |                          | CDA                      |                          | PPE                      |
| Hans van den Broek | Relations extérieures, Politique étrangère et sécurité commune, Droits de l'homme, Service extérieur                                  | Marín            |                          | CDA                      |                          | PPE                      |
| Frits Bolkestein   | Marché intérieur, Fiscalité et Union douanière                                                                                        | Prodi            |                          | VVD                      |                          | ELDR                     |
| Neelie Kroes       | Concurrence | Barroso I        |                          | VVD                      |                          | ALDE                     |
| Neelie Kroes       | Société numérique (Vice-présidente)                                                                                                   | Barroso II       |                          | VVD                      |                          | ALDE                     |
| Frans Timmermans,  | Amélioration de la réglementation, Relations interinstitutionnelles, État de droit et Charte des droits fondamentaux (Vice-président) | Juncker          |                          | PvdA                     |                          | PSE                      |
| Frans Timmermans,  | Un pacte vert pour l'Europe (Vice-président)                                                                                          | von der Leyen I  |                          | PvdA                     |                          | PSE                      |
| Wopke Hoekstra,    | Action pour le climat | von der Leyen I  |                          | CDA                      |                          | PPE                      |
| Wopke Hoekstra,    | Climat, Neutralité carbone et Croissance propre                                                                                       | von der Leyen II |                          | CDA                      |                          | PPE                      |

### Pologne
| Commissaire          | Portefeuille                                        | Commission       | Parti politique national | Parti politique national | Parti politique européen | Parti politique européen |
| -------------------- | --------------------------------------------------- | ---------------- | ------------------------ | ------------------------ | ------------------------ | ------------------------ |
| Danuta Hübner        | Commerce                                            | Prodi            |                          | PO                       |                          | PPE                      |
| Danuta Hübner        | Politique régionale                                 | Barroso I        |                          | PO                       |                          | PPE                      |
| Paweł Samecki        | Politique régionale                                 | Barroso I        |                          | PO                       |                          | PPE                      |
| Janusz Lewandowski   | Programmation financière et Budget                  | Barroso II       |                          | PO                       |                          | PPE                      |
| Jacek Dominik        | Programmation financière et Budget                  | Barroso II       |                          | PO                       |                          | PPE                      |
| Elżbieta Bieńkowska  | Marché intérieur, Industrie, Entrepreneuriat et PME | Juncker          |                          | PO                       |                          | PPE                      |
| Janusz Wojciechowski | Agriculture                                         | von der Leyen I  |                          | PiS                      |                          | ECR                      |
| Piotr Serafin        | Budget, Lutte antifraude et Administration publique | von der Leyen II |                          | PO                       |                          | PPE                      |

### Portugal
| Commissaire               | Portefeuille | Commission       | Parti politique national | Parti politique national | Parti politique européen | Parti politique européen |
| ------------------------- | --- | ---------------- | ------------------------ | ------------------------ | ------------------------ | ------------------------ |
| António Cardoso e Cunha   | Pêche | Delors I         |                          | PSD                      |                          | ELDR                     |
| António Cardoso e Cunha   | Personnel, Administration, Traduction, Énergie, Euratom et Tourisme                                                                                                 | Delors II        |                          | PSD                      |                          | ELDR                     |
| João de Deus Pinheiro     | Relations avec le Parlement, Relations avec les États membres en matière de transparence, Communication, Information, Culture, Audiovisuel, Office des publications | Delors III       |                          | PSD                      |                          | ELDR                     |
| João de Deus Pinheiro     | Relations extérieures, Aide au développement, Convention de Lomé | Santer           |                          | PSD                      | PPE                      |                          |
| João de Deus Pinheiro     | Relations extérieures, Aide au développement, Convention de Lomé | Marín            |                          | PSD                      | PPE                      |                          |
| António Vitorino          | Justice et Affaires intérieures | Prodi            |                          | PS                       |                          | PSE                      |
| José Manuel Durão Barroso | Président | Barroso I        |                          | PSD                      |                          | PPE                      |
| José Manuel Durão Barroso | Président | Barroso II       |                          | PSD                      |                          | PPE                      |
| Carlos Moedas             | Recherche, Science et Innovation | Juncker          |                          | PSD                      |                          | PPE                      |
| Elisa Ferreira            | Cohésion et réformes | von der Leyen I  |                          | PS                       |                          | PSE                      |
| Maria Luís Albuquerque    | Services financiers et Union de l'épargne et de l'investissement | von der Leyen II |                          | PSD                      |                          | PPE                      |

### Roumanie
| Commissaire    | Portefeuille                                                             | Commission       | Parti politique national | Parti politique national | Parti politique européen | Parti politique européen |
| -------------- | ------------------------------------------------------------------------ | ---------------- | ------------------------ | ------------------------ | ------------------------ | ------------------------ |
| Leonard Orban  | Multilinguisme                                                           | Barroso I        |                          | PNL                      |                          | ELDR                     |
| Dacian Cioloș  | Agriculture et développement rural                                       | Barroso II       | Sans étiquette           | Sans étiquette           | Sans étiquette           | Sans étiquette           |
| Corina Crețu   | Politique régionale                                                      | Juncker          |                          | PSD                      |                          | PSE                      |
| Adina Vălean   | Transports                                                               | von der Leyen I  |                          | PNL                      |                          | PPE                      |
| Roxana Mînzatu | Personnes, Compétence et État de Préparation (Vice-présidente exécutive) | von der Leyen II |                          | PSD                      |                          | PSE                      |

### Slovaquie
| Commissaire    | Portefeuille                                                                                                   | Commission       | Parti politique national | Parti politique national | Parti politique européen | Parti politique européen |
| -------------- | --- | ---------------- | ------------------------ | ------------------------ | ------------------------ | ------------------------ |
| Ján Figeľ      | Entreprises, Société de l'Information                                                                          | Prodi            |                          | KDH                      |                          | PPE                      |
| Ján Figeľ      | Éducation, Formation, Culture et Jeunesse                                                                      | Barroso I        |                          | KDH                      |                          | PPE                      |
| Maroš Šefčovič | Éducation, Formation, Culture et Jeunesse                                                                      | Barroso I        |                          | SMER                     |                          | PSE                      |
| Maroš Šefčovič | Relations interinstitutionnelles et administration (Vice-président)                                            | Barroso II       |                          | SMER                     |                          | PSE                      |
| Maroš Šefčovič | Union énergétique (Vice-président)                                                                             | Juncker          |                          | SMER                     |                          | PSE                      |
| Maroš Šefčovič | Relations interinstitutionnelles et prospective (Vice-président)                                               | von der Leyen I  |                          | SMER                     |                          | PSE                      |
| Maroš Šefčovič | Relations interinstitutionnelles et prospective (Vice-président) et Pacte vert pour l'Europe (Vice-président), | von der Leyen I  |                          | SMER                     |                          | PSE                      |
| Maroš Šefčovič | Commerce et Sécurité économique                                                                                | von der Leyen II |                          | SMER                     |                          | PSE                      |

### Slovénie
| Commissaire    | Portefeuille                        | Commission       | Parti politique national | Parti politique national | Parti politique européen | Parti politique européen |
| -------------- | ----------------------------------- | ---------------- | ------------------------ | ------------------------ | ------------------------ | ------------------------ |
| Janez Potočnik | Élargissement                       | Prodi            |                          | LDS                      |                          | ALDE                     |
| Janez Potočnik | Science et Recherche                | Barroso I        |                          | LDS                      |                          | ALDE                     |
| Janez Potočnik | Environnement                       | Barroso II       |                          | LDS                      |                          | ALDE                     |
| Violeta Bulc   | Transports                          | Juncker          |                          | SMC                      |                          | ALDE                     |
| Janez Lenarčič | Gestion des crises                  | von der Leyen I  | Sans étiquette           | Sans étiquette           | Sans étiquette           | Sans étiquette           |
| Marta Kos      | Élargissement et Voisinage oriental | von der Leyen II |                          | GS                       |                          | ALDE                     |

### Suède
| Commissaire       | Portefeuille | Commission       | Parti politique national | Parti politique national | Parti politique européen | Parti politique européen |
| ----------------- | --- | ---------------- | ------------------------ | ------------------------ | ------------------------ | ------------------------ |
| Anita Gradin      | Immigration, Affaires intérieures et judiciaires, Relations avec l'Ombudsman, Contrôle financier et Lutte antifraude | Santer           |                          | SAP                      |                          | PSE                      |
| Anita Gradin      | Immigration, Affaires intérieures et judiciaires, Relations avec l'Ombudsman, Contrôle financier et Lutte antifraude | Marín            |                          | SAP                      |                          | PSE                      |
| Margot Wallström  | Environnement | Prodi            |                          | SAP                      |                          | PSE                      |
| Margot Wallström  | Relations institutionnelles et Stratégie de communication (Vice-présidente)                                          | Barroso I        |                          | SAP                      |                          | PSE                      |
| Cecilia Malmström | Affaires intérieures                                                                                                 | Barroso II       |                          | L                        |                          | ALDE                     |
| Cecilia Malmström | Commerce | Juncker          |                          | L                        |                          | ALDE                     |
| Ylva Johansson    | Affaires intérieures                                                                                                 | von der Leyen I  |                          | SAP                      |                          | PSE                      |
| Jessika Roswall   | Environnement, Résilience en matière d'eau et Économie circulaire compétitive                                        | von der Leyen II |                          | Modérés                  |                          | PPE                      |

### Tchéquie
| Commissaire     | Portefeuille                                       | Commission       | Parti politique national | Parti politique national | Parti politique européen | Parti politique européen |
| --------------- | -------------------------------------------------- | ---------------- | ------------------------ | ------------------------ | ------------------------ | ------------------------ |
| Pavel Telička   | Santé et Protection des consommateurs              | Prodi            | Inconnu                  | Inconnu                  | Inconnu                  | Inconnu                  |
| Vladimir Špidla | Emploi, Affaires sociales et Égalité des chances   | Barroso I        |                          | ČSSD                     |                          | PSE                      |
| Štefan Füle     | Élargissement et politique européenne de voisinage | Barroso II       |                          | ČSSD                     |                          | PSE                      |
| Vĕra Jourová    | Justice, Consommateurs et Égalité des genres       | Juncker          |                          | ANO                      |                          | ALDE                     |
| Vĕra Jourová    | Valeurs et transparence (Vice-présidente)          | von der Leyen I  |                          | ANO                      |                          | ALDE                     |
| Jozef Síkela    | Partenariats internationaux                        | von der Leyen II | Sans étiquette           | Sans étiquette           | Sans étiquette           | Sans étiquette           |

## Ancien État membre

### Royaume-Uni
| Commissaire           | Portefeuille                                                                                              | Commission | Parti politique national | Parti politique national | Parti politique européen | Parti politique européen |
| --------------------- | --- | ---------- | ------------------------ | ------------------------ | ------------------------ | ------------------------ |
| Christopher Soames    | Relations extérieures (Vice-président)                                                                    | Ortoli     |                          | Parti conservateur       |                          | Conservateur             |
| George Thomson        | Politique régionale                                                                                       | Ortoli     |                          | Parti travailliste       |                          | CPSCE                    |
| Roy Jenkins           | Président                                                                                                 | Jenkins    |                          | Parti travailliste       |                          | CPSCE                    |
| Christopher Tugendhat | Budget et Contrôle financier, Institutions financières, Personnel et Administration                       | Jenkins    |                          | Parti conservateur       |                          | Conservateur             |
| Christopher Tugendhat | Budget et Contrôle financier, Institutions financières et Fiscalité (Vice-président)                      | Thorn      |                          | Parti conservateur       |                          | Conservateur             |
| Ivor Richard          | Emploi, Affaires sociales, Éducation et Formation                                                         | Thorn      |                          | Parti travailliste       |                          | CPSCE                    |
| Francis Cockfield     | Marché intérieur, Union douanière, Fiscalité et Institutions financières (Vice-président)                 | Delors I   |                          | Parti conservateur       |                          | Conservateur             |
| Stanley Clinton-Davis | Environnement, Protection des consommateurs, Sécurité nucléaire, Forêts et Transports                     | Delors I   |                          | Parti travailliste       |                          | CPSCE                    |
| Stanley Clinton-Davis | Environnement, Sécurité nucléaire et Transports                                                           | Delors I   |                          | Parti travailliste       |                          | CPSCE                    |
| Bruce Millan          | Politiques régionales                                                                                     | Delors II  |                          | Parti travailliste       |                          | PSE                      |
| Bruce Millan          | Politiques régionales et Relations avec le Comité des régions                                             | Delors III |                          | Parti travailliste       |                          | PSE                      |
| Leon Brittan          | Concurrence et Institutions financières (Vice-président)                                                  | Delors II  |                          | Parti conservateur       |                          | Conservateur             |
| Leon Brittan          | Affaires économiques extérieures et Politique commerciale (Vice-président)                                | Delors III |                          | Parti conservateur       |                          | Conservateur             |
| Leon Brittan          | Relations extérieures, Politique commerciale commune, Relations avec l'OCDE et l'OMC (Vice-président)     | Santer     |                          | Parti conservateur       |                          | Conservateur             |
| Leon Brittan          | Relations extérieures, Politique commerciale commune, Relations avec l'OCDE et l'OMC (Vice-président)     | Marín      |                          | Parti conservateur       |                          | Conservateur             |
| Neil Kinnock          | Transports                                                                                                | Santer     |                          | Parti travailliste       |                          | PSE                      |
| Neil Kinnock          | Transports                                                                                                | Marín      |                          | Parti travailliste       |                          | PSE                      |
| Neil Kinnock          | Réforme administrative (Vice-président)                                                                   | Prodi      |                          | Parti travailliste       |                          | PSE                      |
| Chris Patten          | Relations extérieures                                                                                     | Prodi      |                          | Parti conservateur       |                          | Conservateur             |
| Peter Mandelson       | Commerce                                                                                                  | Barroso I  |                          | Parti travailliste       |                          | PSE                      |
| Catherine Ashton      | Commerce                                                                                                  | Barroso I  |                          | Parti travailliste       |                          | PSE                      |
| Catherine Ashton      | Haute représentante de l'Union pour les affaires étrangères et la politique de sécurité (Vice-présidente) | Barroso II |                          | Parti travailliste       |                          | PSE                      |
| Jonathan Hill         | Stabilité financière, Services financiers et Union du marché des capitaux,                                | Juncker    |                          | Parti conservateur       |                          | AECR                     |
| Julian King           | Sécurité de l'Union,                                                                                      | Juncker    | Sans étiquette           | Sans étiquette           | Sans étiquette           | Sans étiquette           |